# 小林夕岐子
小林夕岐子（1946年10月6日—），日本女演員，父親是水島道太郎，1968年出演怪獸總進擊而名氣漸升，1973年因病而退休。

## 電影作品
- 啊嫁給我吧（1966年）
- 怪獸總進擊（1968年）
- 紐西蘭的若大將（1969年）
- 傑索拉·加尼美·卡美巴 決戰！南海大怪獸（1970年）
- 幽霊屋敷の恐怖 血を吸う人形（1970年）
- 若大將對青大將（1971年）
- 女房を早死にさせる方法（1974年）

## 外部連結
1. ↑  . IMDb. （原始内容存档于2021-01-26） （英语）.